# Thomas Braut
Pour les articles homonymes, voir Braut.
Thomas Ulrich Braut (né le 22 mai 1930 à Berlin, mort le 13 décembre 1979 à Munich) est un acteur allemand.

## Biographie
Thomas Braut est le fils de l'actrice Frigga Braut. Il est élève de l'école d'art dramatique de Düsseldorf sous la direction de Gustaf Gründgens de 1949 à 1951 et prend également des cours de piano et de chant. En 1949, il fait ses débuts sur scène dans le chœur dans La Fiancée de Messine au Grenzlandtheater de Montjoie. Il joue ensuite à Düsseldorf, Osnabrück, Cologne, Munich, Zurich, Francfort, Hambourg et Berlin. Il est également metteur en scène.
À partir de 1957, il assume également des rôles dans des productions cinématographiques et télévisuelles, que ce soit des comédies, des drames ou des policiers.
À partir de 1953, Braut travaille beaucoup comme doubleur et prête sa voix à des acteurs de renommée internationale tels que Jean-Paul Belmondo (Un homme qui me plaît), Dennis Hopper (Easy Rider), Toshirō Mifune (Soleil rouge), Renato Salvatori (dont Rocco et ses frères)...
Bride fut mariée à l'actrice Ursula Herwig (1935-1977) ; le couple a une fille. Sa cousine Ingrid Braut est également actrice. Après avoir déjà subi deux crises cardiaques au cours des années précédentes, Thomas Braut succombe à une troisième crise cardiaque le 13 décembre 1979, à l'âge de 49 ans. Sa tombe se trouve au cimetière du Nord de Düsseldorf.

## Filmographie
- 1957 : Impromptu de Paris (TV)
- 1957 : UB 55, corsaire de l'océan (de)
- 1958 : Sie schreiben mit (de) (série télévisée)
- 1958 : Warum sind sie gegen uns? (de)
- 1958 : Vater, Mutter und neun Kinder (de)
- 1959 : Die Gerechten (TV)
- 1959 : Spiel im Schloß (TV)
- 1960 : Die erste Mrs. Selby (TV)
- 1960 : Es geschah an der Grenze (de) (série télévisée)
- 1960 : L'Ombre de l'étoile rouge
- 1960 : Zum Geburtstag (TV)
- 1960 : Himmel, Amor und Zwirn
- 1961 : Schiffer im Strom (série télévisée, 3 épisodes)
- 1961 : Stahlnetz: Saison (de) (TV)
- 1961 : Onkel Harry (TV)
- 1961 : Die Sache mit dem Ring (TV)
- 1962 : Die Kollektion (TV)
- 1962 : 22 Minuten Angst (TV)
- 1962 : 90 Minuten nach Mitternacht (de)
- 1963 : Eine schöne Bescherung (TV)
- 1963 : Die Chorjungen von St. Cäcilia (TV)
- 1963-1967 : Das Kriminalmuseum (série télévisée, 2 épisodes)
- 1964 : Die Truhe (TV)
- 1964 : Frühling mit Verspätung (TV)
- 1964 : Slim Callaghan greift ein (de) - Die Erbschaft
- 1964 : Um Antwort wird gebeten (TV)
- 1964 : Hafenpolizei (de) - Gefährliche Zuflucht
- 1964-1967 : Die fünfte Kolonne (de) (série télévisée, 4 épisodes)
- 1965 : Figaro läßt sich scheiden (TV)
- 1965 : Oberst Wennerström (TV)
- 1965 : Fall erledigt - End of Conflict (TV)
- 1966 : Der Strick (TV)
- 1967 : Ein Riß im Eis (TV)
- 1967 : Flucht über die Ostsee (TV)
- 1967 : Dreizehn Briefe (de) (série télévisée, 1 épisode)
- 1967 : Entscheidung (TV)
- 1967 : Die Kollektion (TV)
- 1967 : Verräter (série télévisée, 2 épisodes)
- 1968 : Ein Hotelschlüssel (TV)
- 1968 : Sir Roger Casement (de) (TV)
- 1968 : Les Cavaliers de la route (série télévisée, 1 épisode)
- 1969 : Alle Hunde lieben Theobald (de) (série télévisée, 1 épisode)
- 1969 : Goya (série télévisée, 2 épisodes)
- 1969 : Der Kommissar - Die Waggonspringer (série télévisée, 1 épisode)
- 1970 : Ein großer graublauer Vogel
- 1970 : Ich kenne die Geschichte (TV)
- 1970 : Die seltsamen Methoden des Franz Josef Wanninger (de) (série télévisée, 1 épisode)
- 1971 : Napoleon und Joghurt (TV)
- 1973 : Frühbesprechung (de) (série télévisée, 1 épisode)
- 1974 : Le comte Yoster a bien l'honneur (série télévisée, 1 épisode)
- 1974 : Unser Walter (série télévisée, 7 épisodes)
- 1975 : Kennwort: Fasanenjagd München 1945 (TV)
- 1975 : Eurogang (de) (série télévisée, 1 épisode)
- 1975-1979 : Inspecteur Derrick (série télévisée, 6 épisodes)
- 1976 : Der Anwalt (de) (série télévisée, 1 épisode)
- 1976 : Notsignale (série télévisée, 1 épisode)
- 1977 : Notarztwagen 7 (série télévisée, 1 épisode)
- 1977 : Ein Haus für uns (série télévisée, 1 épisode)
- 1977 : Das Projekt Honnef (TV)
- 1977 : Le Renard (série télévisée, 1 épisode)
- 1977 : MS Franziska (de) (série télévisée, 2 épisodes)
- 1978 : Ausgerissen! Was nun? (de) (série télévisée, 1 épisode)
- 1978 : Der Unbekannte (TV)
- 1979 : Son of Hitler (de)
- 1979 : Wie würden Sie entscheiden? (de) (série télévisée, 1 épisode)
- 1980 : Die Weber (de) (TV)
- 1980 : Krelling (série télévisée)
- 1980 : Les Routiers (série télévisée, 1 épisode)